# مطار حمد الدولي
مطار حمد الدولي (إياتا: DOH، إيكاو: OTHH) هو مطار دولي يقع في الدوحة. يخدم المطار السفارات الدولية بأكملها. حيث أنه أكبر مطار في الدولة. افتتح المطار في يوم الإربعاء الموافق 30/04/2014. وقد استقبل المطار الرحلات الدولية في 27 مايو 2014.
سيشتمل مطار حمد الدولي عند اكتمال جميع العمليات الإنشائية، والذي يمتد على مساحة إجمالية قدرها 1,700 هكتار على ممري هبوط وإقلاع الطائرات ومبنى المسافرين مع 100 منصة للطائرات ومنشآت ومرافق دعم للمطار إضافة إلى منشآت تجارية كبيرة.
قدرة استيعاب المطار الجديد تصل إلى معدل 80 طائرة في الساعة، وستبلغ طاقة استيعابه من المسافرين عند الافتتاح إلى 30 مليون مسافر سنويا على أن يتسع لـ50 مليون مسافر عند اكتمال كل المراحل”.
ويقوم مطار حمد الدولي الجديد على مساحة 29 كيلومترا مربعا، ويضم 100 مبنى موزعة على مختلف المرافق، وتبلغ ساحة المبنى الرئيسي للركاب 600 ألف متر مربع. كذلك ستصل الطاقة الاستيعابية لمطار إلى 1.5 – 2.0 مليون طن من البضائع، وحركة طائرات تبلغ 360,000.

## خطوط وشركات الطيران
- يونايتد ايرلاينز (واشنطن).
- العربية للطيران (الشارقة).
- فلاي دبي (دبي).
- طيران الهند إكسبريس (البحرين، كوتشي، مانجالور، مومباي، تريفاندروم).
- خطوط بيمان بنغلاديش الجوية (دكا).
- الخطوط الجوية البريطانية (البحرين، لندن- هيثرو).
- مصر للطيران (القاهرة).
- طيران الإمارات (دبي).
- طيران الاتحاد (أبوظبي).
- طيران الخليج (البحرين).
- إيران للطيران (شيراز).
- طيران آسمان (طهران).
- الخطوط الجوية الملكية الهولندية (أمستردام، الدمام).
- الخطوط الجوية الكويتية (الكويت).
- لوفتهانزا (فرانكفورت، الكويت).
- الطيران العماني (مسقط)
- الخطوط الجوية الدولية الباكستانية (البحرين، كراتشي، لاهور).
- الخطوط الجوية القطرية (أبوظبي، الإسكندرية، الجزائر، عمان، أثينا، بانكوك، بكين، بيروت، برلين، القاهرة، كايب تاون، الدار البيضاء، كيبو، تشيناي، كولومبو، دمشق، الدمام، دار السلام، بالي، دكا، دبي، فرانكفورت، جينيف، هونغ كونغ، هو تشي منه، حيدر آباد، إسلام آباد، أسطنبول، جاكرتا، جدة، جوهانسبرغ، كراتشي، كاتمندو، الخرطوم، كوتشي، كوالالامبور، الكويت، لاجوس، لاهور، لندن- هيثرو، الأقصر، مدريد، مالي، المنامة، مانشستر، مانيلا، مشهد، ميلان، موسكو-دوموديدوفو، مومباي، ميونخ، مسقط، نيروبي، نيودلهي، نيويورك، أوساكا، باريس، بيشاور، الرياض، روما، صنعاء، سيؤول، شانغهاي، سنغافورة، طهران- مطار امام خميني، طرابلس، تريفاندوم، تونس، فينا، وارسو، واشنطن، نيو يورك، هيوستن , عنتبي، يانجون، زيورخ، القصيم ) .
- الملكية الأردنية (عمان).
- الخطوط الجوية العربية السعودية (جدة، الرياض).
- طيران شاهين (كراتشي، لاهور).
- الخطوط الجوية السريلانكية (أبوظبي، كولمبو).
- الخطوط الجوية السودانية (الخرطوم).
- الخطوط الجوية السورية (دمشق).
- الخطوط الجوية التركية (إسطنبول، مسقط).
- الخطوط الجوية اليمنية (عدن، صنعاء).
- الخطوط الجوية الملكية الهولندية (امستردام).

## نبذة عن المطار
أنشئ المطار بين مدن الوكرة و قرية بروة و طريق الدوحة الجديد حيث بني بعد دفن و ردم البحر أما منطقة الشحن فانشئت على ارض صحراوية باستثناء مبنى الشحن الذي بني بعد دفن البحر وجاءت فكرة إنشائه عام 2005 حيث مطار الدوحة الدولي القديم كان مطار صغير وغير قادر على استيعاب عدد كبير من المسافرين حيث اختارت إدارة المطار و الخطوط الجوية القطرية الجوية أرض صحراوية و يجاورها البحر كونها تقع بين مدينة الوكرة التي يقطنها عاملون المطار والموظفين بالإضافة إلى عدد من سكان قطر و مدينة الدوحة و قرية بروة التي أنشئت عام 2010 على أرض صحراوية وفي 2008 أنشئ طريق السريع الذي يربط بين المطار و الوكرة و كورنيش الدوحة وسوق واقف كونهما منطقتان ذات الجذب السياحي الكبير و سيُبنى على أطراف المطار مدينة اقتصادية صغيرة و شبكة مترو الأنفاق و معبر الشرق البحري الذي يربط المطار بالكورنيش الدوحة مباشرة .

## تصنيف بلومبيرغ نيوز
نشرت بلومبيرغ نيوز، تصنيفًا لأفضل وأسوأ المطارات العالمية لعامِ 2018، حيث أظهرت القائمة أن مطار حمد الدولي احتلَ المرتبة الأولى عالميًا.

## الجوائز
- المركز الأول في جوائز سكاي تراكس العالمية للمطارات لعام 2024.[6]
- المركز الأول وفقاً تقرير شركة إيرهلب AirHelp، للعام 2024.[7]